# Louis Gallait

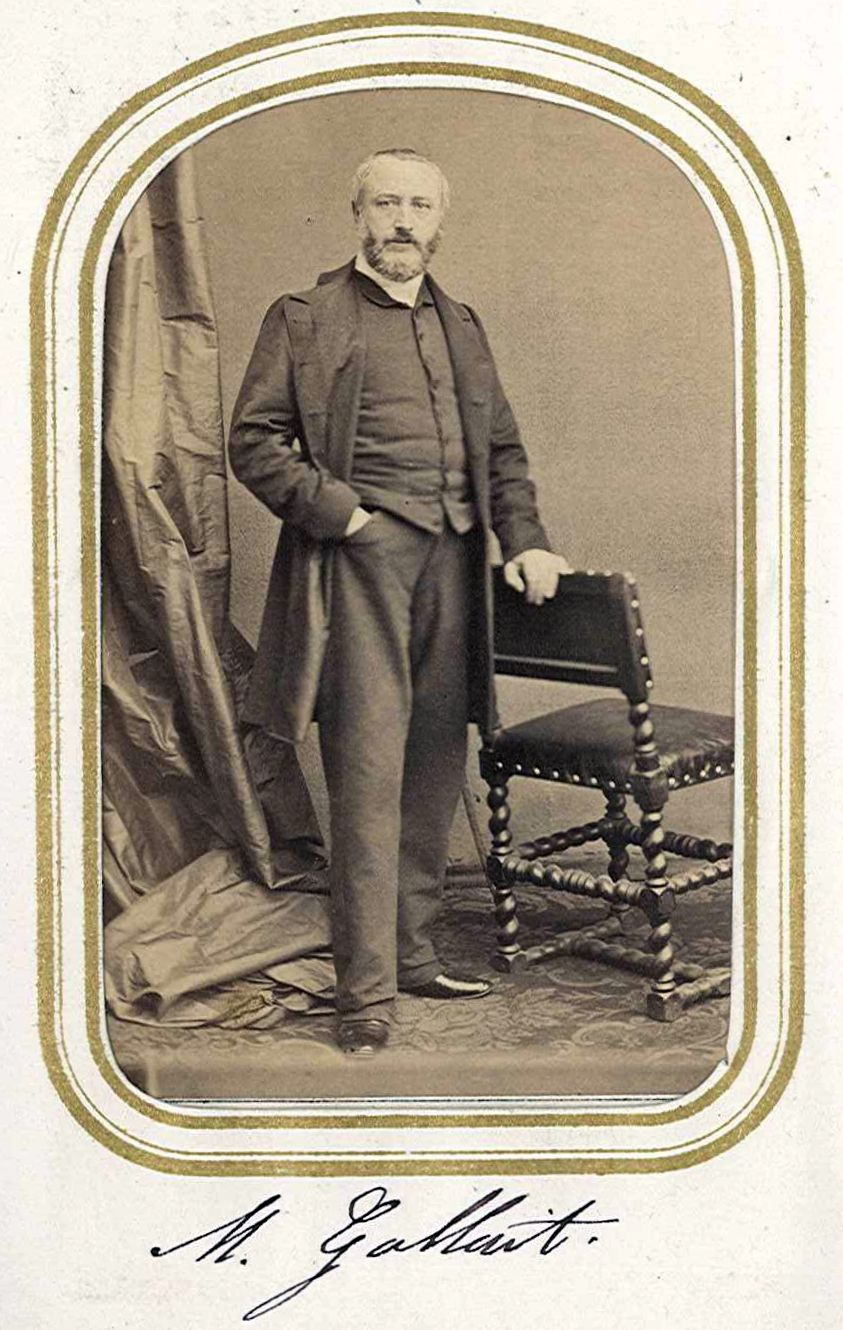
Louis Gallait, fotografiert von Ghémar Frères

Louis Gallait (* 10. März 1810 in Tournai; † 20. November 1887 in Schaerbeek bei Brüssel) war ein belgischer Maler und Zeichner. Er gilt zusammen mit Edouard de Bièfve als Begründer der neuen belgischen Geschichtsmalerei.
Gallaits Kunst übte großen Einfluss auf die romantische Malerei in Deutschland aus.

## Leben
Gallait war Schüler der Kunstakademie seiner Vaterstadt und deren Direktors Philippe Augustin Hennequin, bei dem er die Darstellung feierlicher Ereignisse erlernte. 1832 trug er mit seinem Bild Gebet dem Kaiser, was des Kaisers ist den ersten Preis einer Ausstellung in Gent davon. Er ging nach Antwerpen, um dort seine Studien im Atelier von Mathieu Ignace van Brée fortzusetzen. Mit dessen Hilfe, schuf Gallait sein Werk Christus, einen Blinden heilend; eine Auftragsarbeit für die Kathedrale in Tournai.
Nachdem er hierauf die Werke von Rubens und van Dyck in Antwerpen studiert hatte, setzte er seine Studien in Paris fort. Hier machte er sich bald als Porträtmaler einen Namen; doch fanden auch seine Werke mit Genre- und historische Darstellungen viel Beifall, wie z. B. Montaigne besucht Tasso im Gefängnis.

Die Abdankung Karls V. (1842)

Mit der Zeit beschäftigte sich Gallait immer mehr mit historischen Themen, die er in romantisch-dramatischer Weise darzustellen versuchte. Für das historische Museum zu Versailles malte er die Schlacht bei Mont-Cassel. In weiteren Kreisen machte er sich bekannt durch sein großes Gemälde Die Abdankung Karls V. Nach einer Pause in der Produktion größerer Geschichtsbilder, während welcher Gallait einige Porträts und Genredarstellungen lieferte, trat er 1848 wieder mit einem bedeutenden Bild Egmonds Vorbereitung zum Tod an die Öffentlichkeit, welches das vorige hinsichtlich meisterhafter Technik noch übertraf. Ebenso energisch in der Charakteristik waren seine Erstürmung Antiochias (1849) und das große, tief und ergreifend aufgefasste Gemälde Die Leichen Egmonds und Hoorns (1851), welches den Höhepunkt seines künstlerischen Schaffens bezeichnet.
Im Jahr 1852 fand ein sehr ansprechendes Genrebild Gallaits Ein junger slawischer Musikant mit seiner Schwester auf der Berliner Ausstellung großen Beifall. Mehr durch die staunenswerte Technik als durch tieferen Gedankengehalt erregten Bewunderung Eine ruhende Zigeunerin mit ihren beiden Kindern (1852), Die letzten Augenblicke des Grafen Egmond (1858, Berliner Nationalgalerie) und Tasso im Gefängnis.
Seitdem sank Gallaits Bedeutung; die zu München 1869 und zu Wien 1873 ausgestellten Werke, Porträts und die Gruppen: Krieg und Frieden zeigten eine Abnahme seiner Kraft, bis er 1882 mit dem Gemälde der Pest von Tournai (um 120.000 Franc für das Brüsseler Museum angekauft) einen neuen Aufschwung nahm. Voll tiefer Empfindung war wieder die Familie des Gefangenen, welche Gallait 1855 zur Ausstellung brachte.
Er wurde auf dem Südfriedhof in Tournai (Cimetière du sud de Tournai) bestattet.

## Mitgliedschaften
- Akademie der Bildenden Künste München
- Akademie der Künste (Berlin)
- Kunstakademie Brüssel
- Académie royale des Sciences, des Lettres et des Beaux-Arts de Belgique Mitglied seit Dezember 1845[2]
- Académie des Beaux-Arts, Paris, auswärtiges Mitglied seit 1870
- Königlich Niederländische Akademie der Wissenschaften (Koninklijk Instituut), 1849 korrespondierendes Mitglied, 1850–1851 assoziiertes Mitglied[3]

## Ehrungen
- Orden Pour le Mérite
- Ritter der französischen Ehrenlegion

## Werke (Auswahl)

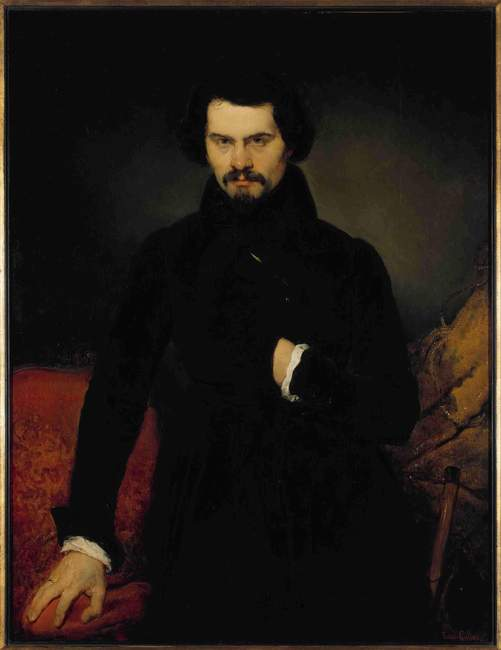
Portrait d’Édouard Fétis (1835)

- Gebet dem Kaiser, was des Kaisers ist (1832)
- Die Abdankung Karls V. (1841, Königliche Museen der Schönen Künste, Brüssel)
- Christus, einen Blinden heilend
- Herumziehende Musikanten und Bettler (im Museum zu Lüttich),
- Hiob auf dem Strohlager
- Montaignes Besuch bei Tasso im Gefängnis.
- Johanna die Wahnsinnige
- Die Schützengilde von Brüssel am Paradebett von Egmond und Hoorn
- Die Witwe mit ihren Kindern am Meeresstrand
- Murillo, das Motiv zu seiner Madonna findend
- Vargas vor Alba
- Alba, Todesurteile unterzeichnend (1863)